# Erysimum brevistylum
Erysimum brevistylum är en korsblommig växtart som beskrevs av Carlo Pietro Stefano Stephen Sommier och Emile Emilio Levier. Erysimum brevistylum ingår i släktet kårlar, och familjen korsblommiga växter. Inga underarter finns listade i Catalogue of Life.